# Pere Vicenç
|  | Per a altres significats, vegeu «Pere Vicens (desambiguació)». |

Pere Vicenç (S.XIV), entre 1367 i 1369, fou president de la Generalitat de Catalunya amb categoria de Regent, sent nomenat pel càrrec substituint als diputats. Durant la segona meitat del segle xiv hi va haver el període de formació de la Generalitat de Catalunya, patint la seva estructura organitzativa diferents canvis com la substitució del seu òrgan de govern col·legiat de diputats estatals per un regent. La ubicació del manuscrit vulgarment conegut com a "Llibre de Vuit Senyals", ha proporcionat noves dades sobre l'origen d'aquesta política pendent que duraria fins al 1375.

## Rol del regent
Cal destacar que el regent va aparèixer fent transferències al rei de diverses quantitats de donacions, així com fent apropiacions de deute sobre les mateixa donacions i venda de censos morts per obtenir diners.
Com a exemple d'aquestes activitats, una sèrie de pergamins detallen com a l'octubre de 1368 Vicenç va transferir al rei 22.555 florins de les 75.000 lliures promeses per la Cort per pagar Bertrand du Guesclin, el conestable francès i, per impedir el seu pas per Catalunya en el seu camí cap a Castella en la seva ajuda a Enric II de Trastàmara contra el seu germà Pere I de Castella. En aquests anys la corona també ha d'enfrontar-se a la revolta del Jutge d'Arborea a Sardenya, per això aquests pergamins mostren la gestió de Vicenç en tots aquests assumptes com va ser l'autorització al març de 1369 perquè pagués les 12.200 lliures de la donació de les Corts dels Socors que s'enviarien a Sardenya, així com per pagar les tropes catalanes que estaven a la frontera del Rosselló i Cerdanya. Al febrer de 1369 va ser autoritzat a compensar els comerciants de Nàpols, Xipre i Barcelona amb 7.089 lliures, 9 salaris i 1 diners per a les confiscacions de blat que havien patit per la necessitats de la guerra de Sardenya. Al març de 1369 va ser autoritzat a pagar les 3.116 lliures, 11 salaris i 9 diners deguts al noble Olf de Proixida pels seus serveis prestats en la qüestió de Sardenya, i també ha d'indemnitzar altres comerciants catalans que també haurien patit convulsions per les reclamacions de Bertrand du Guesclin a Montpeller.